# Lupe Fiasco
Wasalu Muhammed Jaco (Chicago, Illinois, 16 februari 1982), ook bekend als Lupe Fiasco (uitgesproken als loepé), is een Amerikaanse rapper.
Opgegroeid in het westen van Chicago als de jongste van negen broers ontwikkelde Lupe een smaak voor kunst die hij erfde van zijn beide ouders. Zijn vader was een Afrikaanse drummer, zijn moeder kokkin.

## 1999-2005: begin carrière en Fort Minor
Lupe Fiasco is vooral bekend geworden als gastrapper op Touch the Sky van Kanye West. Ook kreeg hij populariteit door samen te werken met Mike Shinoda voor Fort Minor, door twee nummers op te nemen met hem: Be Somebody en Spraypaint & Inkpens. Geen van beide nummers kwam voor op de normale editie van The Rising Tied, maar ze stonden wel op Fort Minor: We Major en het eerste ook op The Rising Tied Limited Edition. Het nummer The Instrumental, dat Fiasco samen met Jonah Matangra maakte, is geproduceerd door Shinoda.
In de undergroundscene was hij al populair. Hij heeft vele mixtapes gemaakt en heeft onder andere daardoor zijn sporen verdiend. Hij werkte samen met vele grote artiesten, waaronder dus Kanye West, Jay-Z, Fort Minor en Jill Scott. Fiasco wordt in bepaalde (Amerikaanse) kringen gezien als hip-hop stijlicoon.

## 2006–2008: Food and Liquor
In 2006 bracht Fiasco zijn eerste studioalbum uit, genaamd Food & Liquor. Hij bracht drie singles uit: Kick, Push, I Gotcha en Daydreamin'.
In de herfst van 2007 en in Nederland op 25 januari 2008 kwam het volgende album uit, The Cool. Dit album is wat duisterder dan zijn vorige, zo verklaarde Lupe dat in een interview. Tijdens de opnames van het album verloor Fiasco zijn oma en vader en zijn manager Chilly werd tot enkele jaren gevangenisstraf veroordeeld. Free Chilly is aan hem opgedragen. Op dit album staat ook de succesvolle single Superstar met Matthew Santos is opgenomen.

## 2009–heden: Lasers en Food & Liquor II: The Great American Rap Album
In 2009 maakte Fiasco bekend dat hij in 2010 een nieuw album zou uitbrengen. Hij werkt hierin samen met onder andere Kanye West. Shining Down en I'm Beaming, geproduceerd door The Neptunes, werden uitgebracht als promotiesingles. Op 5 maart 2010 trad hij op in Claremont met drie nieuwe nummers: Scream, State Run Radio en Beautiful Lasers. Hij meldde dat het album af was en het wachten was op een uitgavedatum dat door Atlantic Records bepaald moest worden. Een handtekeningenactie werd opgezet om de platenmaatschappij onder druk te zetten. DIt resulteerde in ruim 25.000 handtekeningen. Als dank bracht Lupe Fiasco B.M.F-Building Minds Faster voor zijn fans uit. De actie kreeg media-aandacht maar leidde niet tot resultaat.
Op 26 oktober 2010 kwam de officieel de eerste single van Lasers uit, genaamd The Show Goes On. Ook werd uiteindelijk de officiële releasedatum vrijgegeven: 8 maart 2011. Op 1 februari 2011 kwam de tweede single Words I Never Said met Skylar Grey. Het album kwam in Nederland op 4 maart 2011 uit. De albumtitel is een afkorting van "Love Always Shines Everytime Remember 2 Smile". Producers van het album zijn onder andere Alex da Kidd, King David "The Future" and Jerry "Wonda" Duplessis. Skylar Grey, Trey Songz en John Legend leveren een gastbijdrage.
In oktober 2009 een nieuwe mixtape uit, genaamd Enemy of the State: A Love Story. Op de mixtape staan verschillende freestyles, zoals Say Something en Turnt Up. Op 10 augustus plaatste hij een nieuw nummer op internet Go to Sleep. Het nummer zou staan op de opvolger van Lasers. Op 24 november 2011 kwam de mixtape Friend of the People uit.
In 2012 bracht Fiasco zijn vierde studioalbum Food & Liquor II: The Great American Rap Album uit. De opvolger stond gepland voor 2013 maar werd al in januari 2013 geschrapt.
Fiasco werd buitengezet op een van de festiviteiten na de inhuldiging van president Barack Obama's tweede ambtstermijn. De rapper had een nieuw nummer gebracht over talloze fouten van de president waarin hij het onder andere over de conflicten in het Midden-Oosten had. Hij maakte hierin ook duidelijk dat hij niet voor hem had gestemd. FIasco gaf eerder kritiek en noemde Obama een terrorist. Het nummer werd een half uur lang gespeeld waarna hij werd afgevoerd door de beveiliging.

## Discografie

### Albums
| Album met eventuele hitnotering(en) in de Nederlandse Album Top 100 | Datum van verschijnen | Datum van binnenkomst | Hoogste positie | Aantal weken | Opmerkingen |
| ------------------------------------------------------------------- | --------------------- | --------------------- | --------------- | ------------ | ----------- |
| Food & Liquor                                                       | 19-09-2006            | 14-10-2006            | 74              | 1            |             |
| The Cool                                                            | 25-01-2008            | -                     |                 |              |             |
| Lasers                                                              | 2011                  | 12-03-2011            | 52              | 1            |             |
| Food & Liquor II: The Great American Rap Album Pt. 1                | 2012                  |                       | -               | -            |             |

| Album met hitnotering(en) in de Vlaamse Ultratop 200 albums | Datum van verschijnen | Datum van binnenkomst | Hoogste positie | Aantal weken | Opmerkingen |
| ----------------------------------------------------------- | --------------------- | --------------------- | --------------- | ------------ | ----------- |
| Food & Liquor II: The Great American Rap Album Pt. 1        | 2012                  | 06-10-2012            | 189             | 1            |             |
| Tetsuo & Youth                                              | 2015                  | 31-01-2015            | 189             | 1            |             |

### Singles
| Single met eventuele hitnotering(en) in de Nederlandse Top 40 | Datum van verschijnen | Datum van binnenkomst | Hoogste positie | Aantal weken | Opmerkingen                               |
| ------------------------------------------------------------- | --------------------- | --------------------- | --------------- | ------------ | ----------------------------------------- |
| Touch the Sky                                                 | 2006                  | 06-05-2006            | tip7            | -            | met Kanye West / #64 in de Single Top 100 |
| Kick, Push                                                    | 2006                  |                       |                 |              |                                           |
| I Gotcha                                                      | 2006                  |                       |                 |              |                                           |
| Daydreamin'                                                   | 2006                  | 30-09-2006            | tip12           | -            | met Jill Scott                            |
| Superstar                                                     | 2008                  | 16-02-2008            | tip22           | -            | met Matthew Santos                        |
| Solar Midnite                                                 |                       |                       |                 |              |                                           |
| The Show Goes On                                              | 07-02-2011            | 12-03-2011            | tip24*          |              |                                           |
| Words I Never Said                                            |                       |                       |                 |              | met Skylar Grey                           |
| Battle Scars                                                  |                       |                       |                 |              | met Guy Sebastian                         |
| Unforgivable Youth                                            |                       |                       |                 |              |                                           |

| Single met hitnotering(en) in de Vlaamse Ultratop 50 | Datum van verschijnen | Datum van binnenkomst | Hoogste positie | Aantal weken | Opmerkingen        |
| ---------------------------------------------------- | --------------------- | --------------------- | --------------- | ------------ | ------------------ |
| Daydreamin'                                          | 2006                  | 30-09-2006            | tip12           | -            | met Jill Scott     |
| Superstar                                            | 2008                  | 16-02-2008            | tip22           | -            | met Matthew Santos |
| The Show Goes On                                     | 07-02-2011            | 12-03-2011            | tip24*          |              |                    |

- Bibsys: 7063448
- Bibliothèque nationale de France: cb15124737p (data)
- Gemeinsame Normdatei: 135448255
- International Standard Name Identifier: 0000 0003 6860 9392
- Library of Congress Control Number: no2006109172
- MusicBrainz: cf15719f-51f9-4db8-a15d-5eed9664ce69
- Nationale Bibliotheek van Tsjechië: xx0096203
- Nationale Bibliotheek van Israël: 987008816738205171
- Système universitaire de documentation: 157863239
- Virtual International Authority File: 310077
- WorldCat: E39PBJgmRGCdKvy6899wRFKPQq